# Swimming with the Kids
Swimming with the Kids è un singolo del gruppo musicale finlandese Rasmus, pubblicato nel 1999 come secondo estratto dal terzo album in studio Hellofatester.

## Tracce
1. Swimming with the Kids – 3:28
2. Tempo (Remix by DJ Midas) – 5:07
3. Life 705 (Version '99) – 5:37

## Formazione
- Lauri Ylönen – voce
- Pauli Rantasalmi – chitarra
- Eero Heinonen – basso
- Janne Heiskanen – batteria